# 铜翅鸭
铜翅鸭（学名：Speculanas specularis），是雁形目鸭科的一种鸟类。

## 特征
铜翅鸭体重约1496.07克，翼长约261.8毫米，嘴峰长约52.2毫米，喙宽度约19.3毫米，喙厚度约15.9毫米，跗蹠长约44.3毫米，尾长约108.6毫米。铜翅鸭在其分布区内为留鸟，其栖息在开放的河流环境中，食性为草食性，主要食物来源是水生植物。

## 分布
主要分布在阿根廷南部和智利的森林地区。